# Sofala (ville ancienne)
Sofala, ville ancienne à proximité de l'actuelle Nova Sofala, est considéré comme le principal port de l'Empire monomotapa, sur la rivière de Sofala, dans la province du même nom, dans le Mozambique. Il a été fondé par des marchands et des marins somalis. Importante plaque tournante du commerce aurifère, la ville passe sous la domination du sultanat de Kilwa jusqu'au XVe siècle et l'arrivée des Portugais. Son activité économique décroît par la suite, la cité s'amenuise et laisse peu de vestiges visibles dans la ville moderne.

## Fondation
Sofala, un des plus anciens port documenté en Afrique australe, est érigé au bord d'un large estuaire formé par la rivière Búzi (appelé « Rio de Sofala » dans des cartes plus anciennes). Les marchands somalis de Mogadiscio, la capitale du Sultanat Ajuran, ont établi une colonie en Mozambique pour extraire l'or des mines de Sofala. 
La rivière Buzi relie Sofala au marché intérieur de Manica, et par là aux champs du Grand Zimbabwe.  Au cours du Xe siècle, Sofala s'affirme comme un petit port de commerce et s'intègre dans le réseau d'échanges régional. Dans les années 1180, le sultan Suleiman Hassan de Kilwa prend le contrôle de la ville, l'annexe et l'intègre ainsi dans l'aire culturelle swahilie. L'accès aux rivières et aux mines d'or renforce la capacité commerciale du sultanat. 
La position privilégiée de Sofala comme entrepôt principal du commerce d'or du Monomotapa a incité le chroniqueur portugais Thomé Lopes à identifier Sofala avec l'Ophir biblique et ses dirigeants antiques avec la dynastie de la reine de Saba ,. En 1901, le linguiste et journaliste Augustus Henry Keane l'identifie comme étant le Tarshish biblique. Depuis, les deux notions ont été abandonnées. Le nom de Sofala vient très probablement de l'arabe,  une référence aux plateaux côtiers, aux îles basses et aux bancs de sable qui caractérisent la région. Le mot arabe sūfala correspond en effet à une plage propice aux échanges marchands. 
Bien que les revenus du commerce de l'or de Sofala bénéficient grandement aux sultans de Kilwa, facilitant l'expansion de l'empire commercial swahili tout le long de la côte est-africaine, Sofala possède son propre chef, sa propre élite interne, ses communautés marchandes, ses relations commerciales et ses colonies aussi loin au sud que Cap Correntes (et certains de l'autre côté du canal à Madagascar).  Formellement, Sofala a continué à appartenir au royaume de Monomotapa, la communauté swahili lui rendant hommage pour la permission d'y résider et d'y faire du commerce. Le sultan de Kilwa n'avait de juridiction que sur les résidents swahilis, et son gouverneur s'apparentait plus à un consul qu'à un souverain. La ville conserve une grande autonomie et peut être assez rebelle si le sultan de Kilwa essaie de s'ingérer dans ses affaires. Sofala est la ville côtière la plus dominante au sud de Kilwa.

## Expédition portugaise

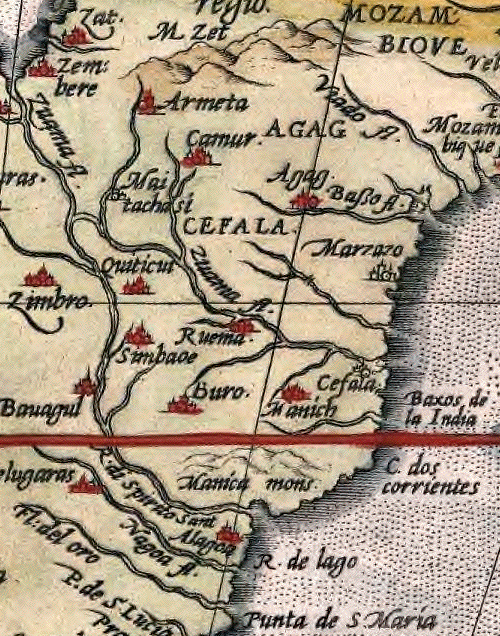
Sofala (CEFALA) sur l'atlas d'Abraham Ortelius Theatrum Orbis Terrarum (Anvers, 1570).

L'explorateur et espion portugais Pêro da Covilhã fut le premier Européen connu à avoir visité Sofala en 1489. Son rapport secret à Lisbonne identifia le rôle de Sofala en tant que réservoir d'or (bien qu'à cette époque, ce commerce n'était plus à son apogée). En 1501, l'emplacement de Sofala est établi par le capitaine Sancho de Tovar. En 1502, Pedro Afonso de Aguiar (voire Vasco da Gama lui-même) a conduit les premiers navires portugais dans le port de Sofala.
Au terme d'une audience avec le sheikh Isuf de Sofala, un accord de commerce et une alliance sont signés entre la cité et le royaume du Portugal. Ces traités sont instaurés alors que l'émir Ibrahim a renversé le légitime Sultan al-Fudail of Kilwa et ursupe le trône. Isuf de Sofala, refusant de reconnaître le pouvoir de ce dernier, semble trouver un allié avec les Portugais et leur puissance navale.
En 1505, Pêro de Anaia (de la 7e Armada) reçoit la permission du cheikh Isuf pour ériger une manufacture et une forteresse près de la ville. Le Fort São Caetano de Sofala est alors le deuxième fort portugais en Afrique de l'Est (le premier, à Kilwa, a été construit seulement quelques mois plus tôt). Pêro de Anaia a utilisé pour cette construction de la pierre importée d'Europe, ensuite réutilisée pour la construction de la cathédrale de Beira.
Le fort portugais n'a pas duré très longtemps. Une grande partie de la garnison a été rapidement décimée par les fièvres (probablement le paludisme). À la fin de 1507, le nouveau capitaine portugais de Sofala, Vasco Gomes de Abreu, s'empare de l'île de Mozambique à proximité. Peu à peu, une grande partie de la garnison de Sofala, des officiers et des opérations furent transférés sur l'île, réduisant le fort Sofala à un simple avant-poste. Néanmoins, les gouverneurs coloniaux du Mozambique portugais continuent à porter le titre de « capitaine de Sofala » comme titre officiel principal.

## Déclin
Les sables mouvants et les limites de l'estuaire de Buzi ont depuis permis à la mer de submerger une bonne partie du vieux Sofala. Il y a très peu de ruines dans le Sofala moderne, Nova Sofala, pour suggérer l'ancienne grandeur et la richesse de la ville.
À son apogée, la ville formait deux parties distinctes, l'une près de l'eau sur des terres sablonneuses, l'autre sur un terrain plus élevé et plus sain. Une implantation satellite se trouvait à l'embouchure de Pungue appelée rio de São Vicente dans des cartes anciennes. 
Sofala a perdu sa prééminence commerciale une fois que Beira a été établi 32 km au nord en 1890. Le port était autrefois réputé capable de contenir une centaine de navires mais a depuis été ensablé en raison de la déforestation des berges de la rivière et du dépôt de terre végétale dans le port.

### Sources ancienns
- João de Barros, Décadas da Ásia, 1552-1559
- Thomé Lopes, Navegação as Indias Orientaes ; 1504

### Sources contemporaines
- Malyn Newitt, A History of Mozambique, London : C. Hurst & Co ; Bloomington : Indiana University Press, 1995, 679 p.  (ISBN 1-85065-172-8).
- The 2006 Britannica
- Jules Frémeaux, Sofala : d’un pôle commercial swahili d’envergure vers un site archéologique identifié ?, 2018. ⟨dumas-02155705⟩